# Герб комуни Стурфорс
Герб комуни Стурфорс (швед. Storfors kommunvapen) — символ шведської адміністративно-територіальної одиниці місцевого самоврядування комуни Стурфорс. 

## Історія
Герб торговельного містечка (чепінга) Стурфорс отримав королівське затвердження 1949 року. 
Після адміністративно-територіальної реформи, проведеної в Швеції на початку 1970-х років, муніципальні герби стали використовуватися лишень комунами. Цей герб був 1971 року перебраний для нової комуни Стурфорс.
Герб комуни офіційно зареєстровано 1974 року.

## Опис (блазон)
У золотому полі червоні обценьки, одні вгору ручками, інші — додолу, поверх них іде балка в два ряди чорних і срібних ромбів поперемінно. 

## Зміст
Балка з ромбів походить з герба роду Ліндротів. Обценьки підкреслюють специфіку праці місцевих мешканців. 